# Augusteum (Leipzig)
L'Augusteum era un edifici de l'Augustusplatz a la ciutat de Leipzig, Alemanya, a l'esquerra de la Paulinerkirche.
Greument danyat durant la Segona Guerra Mundial i enderrocat l'any 1968, ha estat reconstruït recentment i anomenat Neues Augusteum (Nou Augusteum). Va ser i, des de la reconstrucció, torna a ser l'edifici principal de la Universitat de Leipzig.

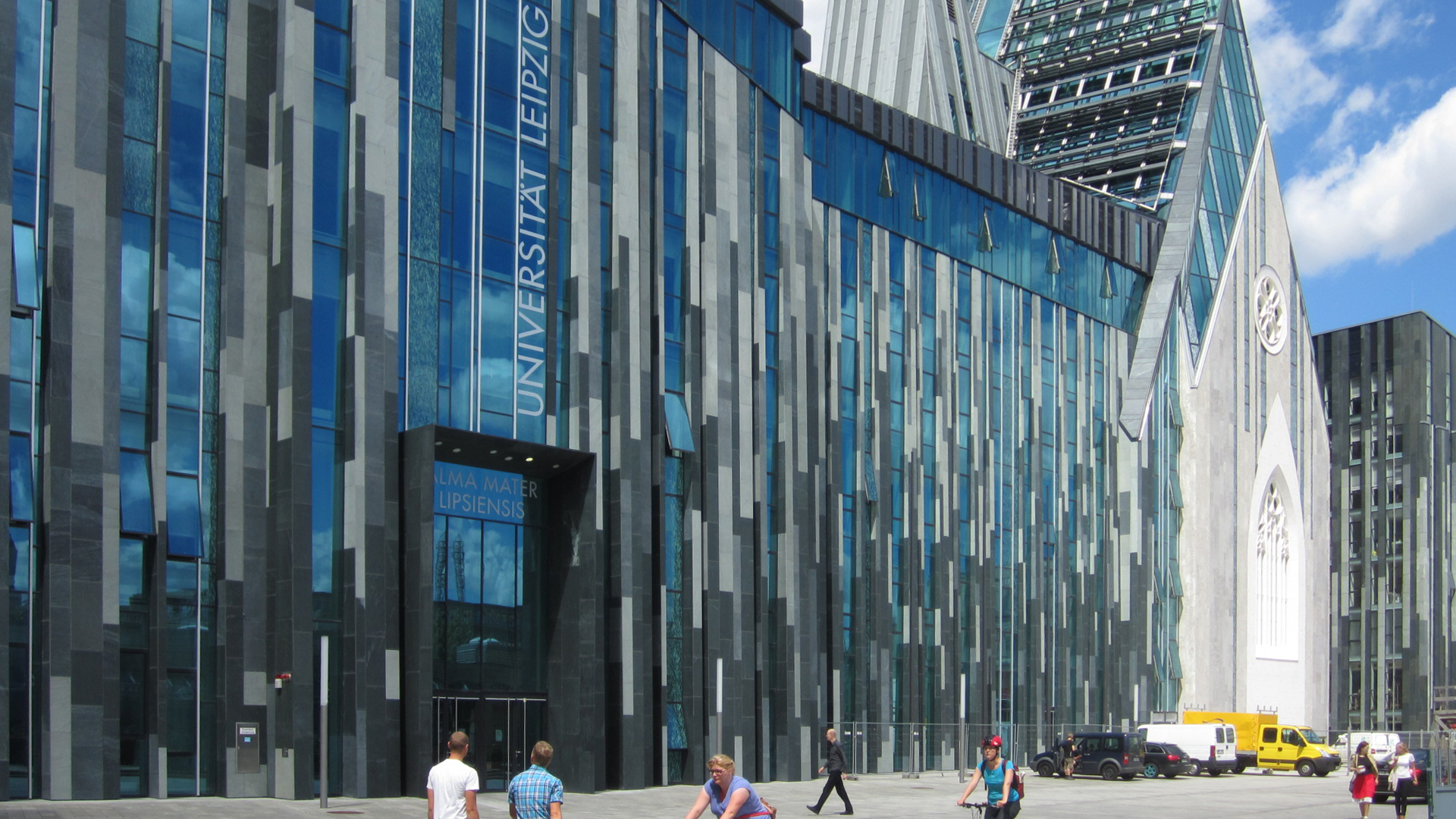
El nou Augusteum com a edifici principal de la Universitat de Leipzig el 2012.